# طور السكاكين (قارة)

تعديل مصدري - تعديل

طور السكاكين هي إحدى قرى عزلة قارة بمديرية قارة التابعة لمحافظة حجة، بلغ تعداد سكانها 246 نسمة حسب تعداد اليمن لعام 2004.